# Oxypetalum warmingii
Oxypetalum warmingii là một loài thực vật có hoa trong họ La bố ma. Loài này được (E. Fourn.) Fontella & Marquette mô tả khoa học đầu tiên năm 1971.